# The International 2016
The International 2016 (TI6) — шостий в історії турнір з гри Dota 2, організований компанією Valve. 
Місце проведення — Сіетл, США, 8-13 серпня. Турнір транслювався за допомогою сервісу Twitch.tv. Призовий фонд склав більше 20 000 000 доларів США. Третє місце зайняли EG ($2 179 161), у фіналі змагалися Digital Chaos та Wings Gaming. З рахунком 3:1 перемогла китайська команда Wings Gaming. Вона здобула звання нового чемпіона і отримала $9 131 723 призових. Команда Digital Chaos виграла $3 424 396. Natus Vincere заробили лише $103 828, поділивши останні місця (13-16) разом із трьома іншими командами. За перебігом турніру спостерігали близько 5,5 млн чоловік, близько половини з них — із Китаю. Подивитися вживу на KeyArena прийшло 18 тис. глядачів.
У рамках ТІ6 відбулось представлення нових героїв (Underlord i Monkey King), All-stars матч у форматі 10 на 10. У складі кожної команди було 5 глядачів, вибраних із глядацького залу, та 5 професійних гравців, вибраних глядачами-гравцями. Виграла команда телеведучої Kaci Aitchison.
Результати
| Місце | Команда            | Призові    |
| ----- | ------------------ | ---------- |
| 1     | Wings Gaming       | $9,136,875 |
| 2     | Digital Chaos      | $3,426,328 |
| 3     | Evil Geniuses      | $2,180,391 |
| 4     | Fnatic             | $1,453,594 |
| 5—6   | EHOME              | $934,453   |
| 5—6   | MVP Phoenix        | $934,453   |
| 7—8   | TNC Gaming         | $519,141   |
| 7—8   | Team Liquid        | $519,141   |
| 9—12  | OG                 | $311,484   |
| 9—12  | LGD Gaming         | $311,484   |
| 9—12  | Alliance           | $311,484   |
| 9—12  | Newbee             | $311,484   |
| 13—16 | Vici Gaming Reborn | $103,828   |
| 13—16 | Team Secret        | $103,828   |
| 13—16 | Escape Gaming      | $103,828   |
| 13—16 | Natus Vincere      | $103,828   |